# Octadécan-1-ol
L'octadécan-1-ol, également appelé alcool stéarylique, est un alcool primaire de la famille des alcools gras. Sa formule brute est C18H38O. Il se présente sous la forme de granulés blancs et a une faible odeur.

## Fabrication
L'octadécan-1-ol peut être synthétisé par hydrogénation catalytique de l'acide stéarique ou d'autres graisses.

## Propriétés
L'octadécan-1-ol comporte une longue chaîne carbonée (18 atomes de carbone) ; du fait de sa faible polarité, il n'est pas soluble dans l'eau, mais l'est dans de nombreux solvants apolaires. L'octadécan-1-ol a des propriétés de monocouche anti-évaporation (en) lorsqu'il est répandu sur la surface de l'eau.
Le point d'éclair de l'octadécan-1-ol est d'environ 185 °C et son point d'auto-inflammation est de 450 °C. Sa toxicité est faible.

## Utilisations
L'octadécan-1-ol est un tensioactif non ionique ; il stabilise les émulsions eau-huile. À cause de ses pouvoirs tensioactifs relativement faibles, il est souvent combiné avec d'autres tensioactifs (la plupart du temps avec de l'hexadécanol). L'octadécan-1-ol sert de structure de base aux pommades de certains produits cosmétiques ; il est également présent dans des shampooings et après-shampooings, des parfums et des résines. Il sert également à la fabrication de sulfates d'alcool gras (de) et est utilisé comme lubrifiant dans l'industrie du métal et du textile.
L'octadécan-1-ol est fabriqué en grandes quantités dans l'industrie chimique. Il a été testé dans le cadre d'une collecte de données concernant les dangers des produits chimiques effectuée par l'Organisation de coopération et de développement économiques (OCDE).